# Пінон малаїтський
Пі́нон малаїтський (Ducula brenchleyi) — вид голубоподібних птахів родини голубових (Columbidae). Ендемік Соломонових Островів.

## Опис
Довжина птаха становить 38 см. Верхня частина тіла темно-сіра, голова сірувата. Нижня частина тіла темно-бордова, живіт і гузка каштанові. Нижні покривні пера крил контрастно каштанові.

## Поширення і екологія
Малаїські пінони мешкають на островах Гуадалканал, Малаїта і Макіра та на сусідніх острівцях. Вони живуть у вологих рівнинних і гірських тропічних лісах. Зустрічаються поодинці, парами або невеликими зграями, переважно на висоті до 700 м над рівнем моря. Живляться плодами, зокрема плодами фікусів і канаріума Canarium solomonense. Ведуть кочовий спосіб життя.

## Збереження
МСОП класифікує стан збереження цього виду як близький до загрозливого. За оцінками дослідників, популяція малаїтських пінонів становить від 11 до 15 тисяч птахів. Їм загрожує знищення природного середовища.